# Pierre Cochereau
Pierre Eugène Charles Cochereau (Saint-Mandé, 1924. július 9. – Lyon, 1984. március 5.) francia orgonista, zeneszerző, pedagógus.

## Élete
Pierre Cochereau 1924-ben született a Párizs közelében lévő Saint-Mandé városban. Pár hónap hegedű órát követően elkezdett zongoraleckéket venni Marius-François Gaillard keze alatt. 1933-tól a híres francia zongoraművésznő Marguerite Long, majd pár év múlva Paul Pannesay lett a tanára. 1938-ban Marie-Louise Girod vezette be az orgona világába, majd Marcel Dupré és André Fleury tanítvány lett. Jogot tanult, majd mikor befejezte elhatározta, hogy életét a zenének szenteli; felvették a Párizsi Konzervatóriumba, ahol 1949-ben Maurice Duruflé tanítványaként végzett. 1948-ban járt először Magyarországon, egy évvel később összeházasodott Nicole Lacroix francia zongoraművésznővel, akitől két gyermeke született. Jean karmester, Marie hárfaművész lett. 1949-ben a Le Mans Konzervatórium igazgatójának nevezték ki. 1955-ben Pierre Cochereau-t 30 évesen – mint elődjét, Vierne-t – kinevezték a Párizsi Notre Dame orgonistájává. Ez volt a kezdete önmaga és hangszere briliáns fejlődésnek. Ez a harmonikus fejlődés a művész és az orgona között egészen 1984-ben bekövetkezett haláláig tartott. 1961-től 1979-ig a nizzai konzervatórium igazgatója; később, egészen haláláig a Lyoni Konzervatóriumot vezette. 1984. március 5-én éjszaka halt meg, testét a Cimetière Belleville temetőben temették el Párizsban.

## Művészete
Világhírű művész és briliáns improvizatőr volt. Olyan improvizációs nyelvezetet teremtett, ami csak rá jellemző, az első pár akkordot követően tisztán felismerhető a stílusa. Rengeteg művészt befolyásolt improvizációjával. Kedvelte a száguldást, a sportautókat, a hajózást és a repülést. Sajnos ideje nem maradt arra, hogy improvizációit lejegyezze, de ma akadnak követői, akik ezt megtették helyette…
Bárki szívesen venné, ha hallhatná Bachot, Beethovent, Chopint vagy Lisztet játszani, de sajnos erre nem kerülhet sor. Ma a technika segítségével ez áthidalható és mivel Cochereau megengedte, hogy improvizációiról felvételeket készítsenek, lehetőség nyílik arra, hogy újra halljuk őt.

## Média
- - I. Introduction and Fugue
  - II. Variation
  - III. Final – Toccata
  - Improvisation – Toccata (Dijoni Katedrális)
  - Improvisation – 1
  - Improvisation – 2
  - Improvisation – 3
  - Bach: c-moll Passacaglia 1. rész
  - Bach: c-moll Passacaglia 2. rész